# Assassin's Creed Shadows
Assassin's Creed Shadows é um jogo eletrônico no estilo RPG de ação desenvolvido pela Ubisoft Quebec e publicado pela Ubisoft. O jogo é o décimo quarto título principal da série Assassin's Creed e o sucessor de Assassin's Creed Mirage (2023), assim como o primeiro título a ser incluído na plataforma Assassin's Creed: Infinity.
Situado no Japão do século XVI, no final do período Sengoku, o jogo se concentra na luta milenar da Irmandade dos Assassinos, que luta pela paz e pela liberdade, e pela Ordem dos Templários, que deseja a paz através do controle. O jogo dá ao jogador a perspectiva de dois protagonistas: Naoe, uma kunoichi, e Yasuke, um samurai africano inspirado na figura histórica de mesmo nome. Os dois personagens são controlados de forma diferente e fornecem um estilo de jogo único, permitindo que as missões sejam abordadas de várias maneiras.
Assassin's Creed Shadows foi lançado para PlayStation 5, Xbox Series X/S, Windows e MacOS em 20 de março de 2025, com uma versão para iPadOS lançada posteriormente. Após o lançamento, o jogo recebeu avaliações geralmente positivas da crítica especializada, com a Ubisoft divulgando que o título havia alcançado mais de um milhão de jogadores no dia do lançamento.

## Jogabilidade
Assassin's Creed Shadows é um jogo furtivo de ação e aventura semelhante aos seus antecessores. Ele é desenvolvido em uma versão atualizada do Anvil, utilizando iluminação dinâmica e interações ambientais com novos aprimoramentos, como objetos quebráveis, além de permitir que os jogadores manipulem sombras e usem um gancho para parkour. O mundo aberto do jogo, cujo tamanho é comparável ao de Assassin's Creed Origins, progride através das estações, cada uma afetando a jogabilidade, incluindo água congelada e estalactites de gelo no inverno, grama alta e plantas florescendo na primavera. As missões não são lineares, incentivando os jogadores a rastrear e eliminar alvos livremente; em uma mudança em relação aos jogos anteriores, existirão pontos de vantagem no mundo, mas apenas para ajudar o jogador a examinar o ambiente em busca de pontos de interesse, em vez de preencher o mapa do jogador com marcadores de objetivos.
Esta sequência apresenta novos recursos de jogo, incluindo a capacidade de rastejar pelo chão em posição de bruços, proporcionando aos jogadores um perfil mais baixo e a capacidade de acessar pequenas aberturas. A visão da águia também está de volta, mas ao contrário de Assassin's Creed Mirage, ela não revelará os NPCs através das paredes; já que os inimigos são indicados em vermelho, enquanto os aliados são destacados em laranja. Além disso, uma seleção diversificada de armas historicamente precisas é apresentada, desde katanas e marreta de guerra kanabō, até lanças yari, shuriken, kunai e kusarigama. Cada arma vem com sua própria árvore de habilidades, permitindo aos jogadores melhorar sua proficiência com armas específicas ao longo do tempo.
Os jogadores têm a capacidade de alternar entre personagens à medida que avançam em diferentes missões. O combate de Yasuke apresenta ambientes destrutíveis e impactos de armas realistas, proporcionando uma experiência de luta cinematográfica.Enquanto isso, Naoe utiliza uma kusarigama para afastar os atacantes, balançando sua corrente em arcos amplos para criar distância. Além disso, ela emprega táticas furtivas com um estilo de jogo ágil e letal, escondendo-se em vigas e emboscando inimigos através de portas de papel Shoji. O mapa do jogo cobre o centro do Japão com marcos históricos detalhados e castelos projetados como masmorras complexas.

## Sinopse

### Enredo
Assassin's Creed Shadows se passa no Japão feudal, começando especificamente em 1579 durante o período Azuchi-Momoyama. Esta era marca a fase final do período Sengoku, uma época de intensa guerra civil no Japão. O jogo apresenta a figura histórica Nobunaga Oda no auge de seu poder após sua vitória sobre o clã Takeda usando armas de fogo arcabuz. Os principais eventos históricos incluem o ataque de Nobunaga à província de Iga em 1581, uma batalha significativa envolvendo os Iga ikki, conhecidos por suas artes ninjutsu.
O jogo explorará o centro do Japão, incluindo regiões como Kyoto, Kobe, Osaka e a província de Iga, com castelos historicamente precisos, como o Castelo Takeda. Este cenário promete um mundo de urbanização vibrante, portos movimentados, bairros de samurais e arquitetura ornamentada, todos significativos para o parkour e a exploração do jogo. A influência dos comerciantes portugueses e dos missionários jesuítas, que introduziram o cristianismo e novas tecnologias como canhões e armas longas que também desempenha um papel na formação do ambiente e da narrativa do jogo.

## Desenvolvimento e lançamento
Shadows foi anunciado na Ubisoft Forward em setembro de 2022 sob o título provisório Assassin's Creed: Codename Red junto com seu sucessor planejado Assassin's Creed: Codename Hexe. Lá, a Ubisoft anunciou que Assassin's Creed entraria em um terceiro período relacionado a mudanças na filosofia de design e abordagens para jogos futuros, todos conectados por um conceito funcional chamado Assassin's Creed Infinity. Os primeiros detalhes importantes do jogo foram anunciados em 15 de maio de 2024, juntamente com o nome final e a data de lançamento. Também foi revelado mais tarde que a Ubisoft Quebec, que anteriormente desenvolveu Assassin's Creed Odyssey e Assassin's Creed Syndicate, estaria desenvolvendo o jogo. O desenvolvimento começou em 2020, após o lançamento de Assassin’s Creed Valhalla.
O jogo está previsto para ser lançado em 20 de março de 2025, para PlayStation 5, Windows, Xbox Series X/S e macOS.

## Recepção

### Controvérsia com protagonista
Após o lançamento do trailer de estreia do jogo eletrônico em 15 de maio de 2024, alguns fãs criticaram a escolha da Ubisoft de ambientar o jogo no Japão, apresentando uma versão fictícia de Yasuke, um africano, em vez de um protagonista japonês. Foi apontado  que a Ubisoft nunca criou um jogo com um protagonista masculino do Leste Asiático, e sugeriu que Yasuke "não era um samurai 'de verdade'", devido a ele servir apenas como servo de Nobunaga Oda. Outros fãs sugeriram que as críticas ao protagonista negro foram motivadas por racismo. Junto com a indignação, Matt Kim do IGN elogiou a escolha de Yasuke por se diferenciar de outros jogos eletrônicos com protagonistas samurais asiáticos, observando que ele foi uma figura histórica conhecida. A Ubisoft disse que Yasuke foi incluído porque eles queriam um personagem samurai cuja história fosse "aberta o suficiente para permitir a criatividade", observando que "ainda há muitas perguntas e especulações em torno de" Yasuke. O diretor do jogo, Charles Benoit, disse que Yasuke foi escolhido porque os jogadores poderiam "descobrir o Japão através dos seus olhos, os olhos de um estrangeiro". Apesar das polêmicas no ocidente, o jogo se encontra entre os mais vendidos para PlayStation 5 na Amazon japonesa e o público japonês tratando normalmente como uma obra de ficção.

### Polemicas com monetização excessiva
Segundo vazamentos que aconteceram em comunidades do reddit, um sistema de passe de batalha pago, integrado a uma nova interface chamada Animus Hub, seria adicionado ao jogo, incluindo parcerias com marcas inusitadas como Red Bull, Visa e BAPE. Os rumores foram parcialmente desmentidos pela Ubisoft, embora as parcerias e o sistema de progressão semelhante a um battle pass foram ignorados na nota de esclarecimento. A principal preocupação da comunidade é o fato desse tipo de monetização ser incluído em um jogo single player, o que abre um precedente perigoso.

## Ligação externa
- «Site oficial em português brasileiro»
- «Site oficial em inglês» (em inglês)
- Assassin's Creed Shadows. no IMDb.